# Yōko Ogawa
Pour les articles homonymes, voir Ogawa.
Yōko Ogawa (小川洋子, Ogawa Yōko), née Yōko Hongō (本郷洋子, Hongō Yōko) le 30 mars 1962 à Okayama, dans la préfecture d'Okayama, est une écrivaine japonaise. Elle réside à Ashiya, dans la préfecture de Hyōgo. Elle est mariée et a un fils.

## Biographie
Ogawa naît dans une famille appartenant au mouvement shintoïste Konkokyo. Son grand-père enseigne par ailleurs cette doctrine. Son père est fonctionnaire.
Parmi les diverses influences de ses lectures d'enfance, le Journal d'Anne Frank est celle qui l’a le plus marquée. Elle lui a même consacré un livre d'essais,,. L'une de ses première lectures est L'encyclopédie de la médecine domestique, dont un exemplaire était disponible dans la bibliothèque de ses parents.
Par la suite, en particulier au cours de ses études, elle découvre les œuvres de Haruki Murakami et d'écrivains japonais classiques comme Jun'ichirō Tanizaki et Yasunari Kawabata, mais également d'auteurs américains comme F. Scott Fitzgerald, Truman Capote et Raymond Carver. Elle apprécie aussi Marguerite Duras. Paul Auster et son roman Moon Palace ont aussi eu une grande influence.
Ogawa est diplômée de l'université Waseda en lettres. Après avoir obtenu son diplôme, elle se lance dans l'écriture. Elle est l'auteur de nombreux romans — courts jusqu'en 1994 — ainsi que de nouvelles et d'essais.
Elle a remporté le prestigieux prix Akutagawa pour La Grossesse en 1990, et également les prix Tanizaki, prix Izumi, prix Yomiuri, et le prix Kaien pour son premier court roman, La Désagrégation du papillon. Elle est particulièrement populaire en France.
Ses romans ont été traduits en français, allemand, italien, grec, espagnol, catalan, chinois, coréen et récemment en anglais (aux États-Unis). Le plus souvent traduit est son roman Hôtel Iris, moins implicite que ses autres œuvres et donc un peu différent, et qui traite de la relation sexuelle (de shibari, ou bondage japonais) entre une fille de 17 ans et un vieillard. Une adaptation cinématographique de sa nouvelle L'Annulaire est sortie en France en juin 2005, un film de Diane Bertrand avec Olga Kurylenko et Marc Barbé. Au Japon, La Formule préférée du professeur a été récompensé du prix Yomiuri et y est également sorti en film (2005), en bande dessinée (2006) et en CD audio (2006).
Elle vit à Ashiya, avec son mari et leur fils.

## Thèmes
Les écrits d'Ogawa sont émaillés par plusieurs thèmes récurrents, tels que l'enfermement, psychique ou physique, ainsi que les lieux clos.
Son univers romanesque est caractérisé par une obsession du classement, de la volonté de garder la trace des souvenirs ou du passé (L'Annulaire, 1994, Le Musée du silence, 2000, Cristallisation secrète, 1994), cette volonté conjuguée à l'analyse minutieuse de la narratrice (ou, moins fréquemment, du narrateur) de ses propres sentiments et motivations (qui viennent souvent de très loin) débouchant fréquemment sur des déviations et des perversions hors du commun, le tout écrit avec des mots simples qui accentuent la force du récit.

## Œuvres

### Nouvelles
- Un thé qui ne refroidit pas (冷めない紅茶 Same nai kōcha, 1990; Actes Sud 1998. Traduction par Rose-Marie Makino-Fayolle)
- Un Étrange journal (奇妙な日記 Kimyōna nikki, extrait de シュガータイム Shugā taimu, 1991; dans Meet n°11 (Tokyo/Luanda, p. 55-69), Editions Meet, Octobre 2007. Traduction par Rose-Marie Makino-Fayolle)
- Le réfectoire un soir et une piscine sous la pluie (夕暮れの給食室と雨のプール Yūgure no kyūshoku shitsu to ame no pūru, 1991; Actes Sud 1998. Traduction par Rose-Marie Makino-Fayolle)
- Tristes revanches (寡黙な死骸みだらな弔い Kamoku na shigai, midara na tomurai, 1998; Actes Sud 2004; recueil de nouvelles interconnectées. Traduction par Rose-Marie Makino-Fayolle)
- La Bénédiction inattendue (偶然の祝福 Gūzen no shukufuku, 2000; Actes Sud, 2007; recueil. Traduction par Rose-Marie Makino-Fayolle)
- Les Paupières (まぶた Mabuta, 2001; Actes Sud, 2007; recueil. Traduction par Rose-Marie Makino-Fayolle)
- La Mer (海 Umi, 2006; Actes Sud 2009; recueil. Traduction par Rose-Marie Makino-Fayolle)[12]
- Les Lectures des otages (人質の朗読会 Hitojichi no roudokukai, 2011; Actes Sud, 2012; recueil de nouvelles interconnectées. Traduction par Martin Vergne)
- Jeune fille à l’ouvrage (刺繍する少女 Shishū suru shōjo, 1996, Actes Sud, 2016; recueil. Traduction par Rose-Marie Makino-Fayolle)

### Novellas
- La Désagrégation du papillon (揚羽蝶が壊れる時 Agehachō ga kowareru toki, 1988, Prix Kaien 1988; Actes Sud 2003. Traduction par Rose-Marie Makino-Fayolle)
- Une parfaite chambre de malade (完璧な病室 Kanpeki na byōshitsu, 1989; Actes Sud 2003. Traduction par Rose-Marie Makino-Fayolle)
- La Piscine (ダイヴィング・プール Daivingu puru, 1990; Actes Sud 1995. Traduction par Rose-Marie Makino-Fayolle)
- La Grossesse (妊娠カレンダー Ninshin karendā, 1991, Prix Akutagawa[7] 1990; Actes Sud 1997. Traduction par Rose-Marie Makino-Fayolle)
- Les Abeilles (ドミトリイ Domitorī, 1991; Actes Sud 1995. Traduction par Rose-Marie Makino-Fayolle)
- L'Annulaire (薬指の標本 Kusuriyubi no hyōhon, 1994; Actes Sud 1999; novella. Traduction par Rose-Marie Makino-Fayolle)
- La Petite Pièce hexagonale (六角形の小部屋 Rokkakukei no kobeya, 1994; Actes Sud 2004; novella. Traduction par Rose-Marie Makino-Fayolle)

### Romans
- Amours en marge (余白の愛 Yohaku no ai, 1991; Actes Sud 2005. Traduction par Rose-Marie Makino-Fayolle)
- Hôtel Iris (ホテル・アイリス Hoteru Airisu, 1996; Actes Sud 2000. Traduction par Rose-Marie Makino-Fayolle)[7]
- Parfum de glace (凍りついた香り Kōri tsuita kaori, 1998; Actes Sud 2002;. Traduction par Rose-Marie Makino-Fayolle)
- Le Musée du silence (沈黙博物館 Chinmoku hakubutsukan, 2000; Actes Sud, 2003. Traduction par Rose-Marie Makino-Fayolle)
- La Formule préférée du professeur (博士の愛した数式 Hakase no aishita sūshiki, 8/2003, Prix Yomiuri 2004; Actes Sud 2005. Traduction par Rose-Marie Makino-Fayolle)
- La Marche de Mina (ミーナの行進 Mīna no kōshin, 2006, Prix Tanizaki 2006; Actes Sud 2008. Traduction par Rose-Marie Makino-Fayolle)
- Cristallisation secrète ( 密やかな結晶 Hisoyaka na kesshō, 1994; Actes Sud 2009. Traduction par Rose-Marie Makino-Fayolle)[12],[13]
- Les Tendres Plaintes (やさしい訴え Yasashī uttae, 1996 ; Actes Sud, 2010.Traduction par Rose-Marie Makino et Yukari Kometani)
- Manuscrit zéro (原稿零枚日記 Genkou reimai nikki, 2010; Actes Sud, 2011; vrai/faux journal. Traduction par Rose-Marie Makino)
- Le Petit Joueur d’échecs ( 猫を抱いて象と泳ぐ Neko wo daite zō to oyogu,2009 ; Actes Sud, 2013. Traduction par Martin Vergne)
- Petits oiseaux (ことり Kotori, 2012 ; Actes Sud, 2014. Traduction par Rose-Marie Makino-Fayolle)
- Instantanés d'Ambre (琥珀のまたたき Kohaku no matataki, 2015 ; Actes Sud, 2018. Traduction par Rose-Marie Makino-Fayolle)  (ISBN 978-2-3300-9734-9) [14]
- Petites boîtes (小箱 Kobako, 2019 ; Actes Sud, 2022. Traduction par Sophie Refle)

### Participation
- Collectif, Metamorphosis, photographies de Sarah Moon, Actes Sud, Beaux Arts - Hors collection et Hermès, octobre 2014, 146 pages  (ISBN 978-2-330-03727-7)

## Livres encore non traduits
Fiction
- シュガータイム Shugā taimu (Sugar time), 1991 (nouvelles)
- アンジェリーナ―佐野元春と10の短編 Angelina sano motoharu to 10 no tanpen, 1993 (10 nouvelles)
- 貴婦人Aの蘇生 Kifujin A no sosei, 2002 (roman)
- ブラフマンの埋葬 Burafuman no maisō, 2004, Prix Izumi 2004 (roman)
- おとぎ話の忘れ物 Otogibanashi no wasuremono, 2006 (nouvelles)
- はじめての文学 小川洋子 Hajimete no bungaku Ogawa Yōko, 2007 (Anthologie destinée à faire connaître l'auteur à un jeune public. Fait partie d'une collection destinée à pousser les adolescents à découvrir les écrivains japonais contemporains.)
- 夜明けの縁をさ迷う人々 Yoake no fuchi wo samayou hitobito, 2007 (nouvelles)
- 最果てアーケード Saihate ākēdo, 2012 (roman)
- いつも彼らはどこかに Itsumo karera wa doko ka ni, 2013 (nouvelles)
- 不時着する流星たち Fujichaku suru ryūsei-tachi, 2017 (10 nouvelles)
- 口笛の上手な白雪姫 Kuchibue no jōzuna shirayukihime, 2018  (8 nouvelles)
- 約束された移動 Yakusoku sa reta idō, 2019 (6 nouvelles)
- 掌に眠る舞台 Tenohira ni nemuru butai, 2022 (nouvelles)
- 耳に棲むもの Mimi ni sumu mono, 2024 (nouvelles)

Non-fiction
- 妖精が舞い下りる夜 Yōsei ga mai oriru yoru, 1993 (5 essais)
- アンネ・フランクの記憶 Anne Furanku no kioku (Le journal d'Anne Frank), 1995
- 深き心の底より Fukaki kokoro no soko yori, 1999 (essais)
- 世にも美しい数学入門 Yo ni mo utsukushī sūgaku nyūmon, 2005 (Introduction aux mathématiques, avec le mathématicien Masahiko Fujiwara)
- 犬のしっぽを撫でながら Inu no shippo o nade nagara, 2006 (10 essais)
- おとぎ話の忘れ物 Otogibanashi no wasuremono, 2006 (illustré)
- 小川洋子 対話集 Ogawa Yōko taiwa shū, 2007 (conversations)
- 物語の役割 Monogatari no yakuwari, 2007 (essais)
- 博士の本棚 Hakase no hondana, 2007 (essais)
- 科学の扉をノックする Kagaku no tobira wo nokku suru, 2008 (essais)
- 心と響き合う読書案内 Kokoro to hibikiau dokusho annai, 2009 (essais)
- カラーひよことコーヒー豆 Karā hiyoko to kōhīmame, 2009 (essais)
- 祈りながら書く 「みち」シリーズ 2 Inorinagara kaku 'michi' shirīzu 2, 2010 (essais)
- 妄想気分 Mōsō kibun, 2011 (essais)
- とにかく散歩いたしましょう Tonikaku sanpo itashimashou, 2012 (essais)